# Serieåret 1943

## Händelser

### Okänt datum
- Ted Keys Hazel debuterar.
- Serietidningen Veckans serier läggs ner efter 56 nummer.

## Utgivning

### Album
- Enhörningens hemlighet (Tintins äventyr)[1]

## Födda
- 28 januari - Dany, belgisk serietecknare.
- 6 februari - Horst Schröder, tysk-svensk författare, förläggare och översättare.
- 21 maj - Jean-Claude Fournier, fransk serieskapare.
- 30 augusti - Robert Crumb, amerikansk serieskapare.

### Fotnoter
1. ↑  ”Tintin”. http://en.tintin.com/albums/show/id/35/page/0/0/the-secret-of-the-unicorn. Läst 12 mars 2011.